# جلي
الجلي (أو غسل الصحون والأواني) هي عملية تنظيف لأدوات المطبخ من أواني (صحون وقدور) وأدوات وذلك بعد استخدامها في تحضير أو تقديم الطعام في المطبخ عادة في حوض غسيل بشكل يدوي أو باستخدام غسالة صحون آلية (جلّاية). يلزم لعملية الجلي اليدوي استخدام الماء، الذي يمكن أن يكون راكداً أو جارياً من الصنبور عن طريق تمديدات منزلية، أو على ضفاف الانهار. كما يلزم استخدام منظف (سائل جلي) بالإضافة إلى وسيلة لإزالة بقايا الطعام مثل قطعة من إسفنج أو قماش. تترك أدوات الطعام لتجف وحدها أو يمكن تنشيفها.
تكون عملية غسل الصحون أحد العمليات التي تتم في المطاعم أيضاً، وفي مطابخ المستشفيات والمرافق العامة.

## اقرأ أيضاً
- غسالة صحون